# آنتی لاکسونن
آنتی لاکسونن (فنلاندی: Antti Laaksonen؛ زادهٔ ۳ اکتبر ۱۹۷۳) بازیکن هاکی روی یخ اهل فنلاند بود.